# PASSION RIDERS
「PASSION RIDERS」（パッション・ライダーズ）は、『Animelo Summer Live 2016 刻 -TOKI-』のテーマソングが収録されたシングル。

## 概要
- 『Animelo Summer Live 2016 刻 -TOKI-』のテーマ曲として、2016年4月8日にドワンゴの「animelo mix」等で配信を開始し、4月26日にはタワーレコード限定でCDシングルを発売。Animelo Summer Liveのテーマ曲がCDとして発売されるのは2012年「INFINITY 〜1000年の夢〜」以来4年ぶりとなる。

## 収録曲
（作詞：畑亜貴 作曲・編曲：Q-MHz）
1. PASSION RIDERS
歌：相坂優歌、藍井エイル、蒼井翔太、every♥ing!、大橋彩香、GRANRODEO、黒崎真音、SCREEN mode、鈴木このみ、早見沙織、三森すずこ、LiSA
2. PASSION RIDERS（Instrumental）